# PF Commando
PF Commando var ett punkband från Gävle. Medlemmar var bröderna Sonny och Kenneth "Keef" Jansson, Janne Ricknell och Ronny "Lill-gangstern" Lundgren. Skivdebuten kom 1978 med singeln Svenne Pop. Samtidigt var de med på samlingsskivan Nä nu Gävlar. Gruppens första spelning var på en maratongala i samband med att samlingsskivan släpptes. Under sin tid hann de med att få ut tre LP-skivor, Manipulerade mongon (1979), Jag en duva (1981), In a pose (inspelad 1979 och släppt 1997) en singel, Svenne Pop (1978), samt en trespårs-EP Nu ska vi ha kul (1980). År 1982 splittrades gruppen för gott.
Lill-gangstern sparkades under inspelningen av Manipulerade mongon varför Christer "Muttis" Björklund spelar på hälften av låtarna. Ny trummis efter utgivningen av detta album blev Richard Sandberg. Efter inspelningen av In a pose lämnade Ricknell bandet och bildade bandet Ex-Pop tillsammans med Håkan Ahlström. PF Commando gick därefter ned på trio. 